# Петроглифы в Боглёса
Петроглифы в Боглёса — наскальные рисунки в провинции Уппланд в центральной Швеции, к юго-востоку от Энчёпинга. Созданы в бронзовом (ок. 1500-500 до н. э.) и железном веках. В комплекс наскального искусства входят три петроглифа (швед. Hällristningar):
- Боглёса Кирка (возле церкви);
- Брандскоген[1] (900 м западнее Боглёса Кирки);
- Риккеби (возле церкви).

## Галерея петроглифов

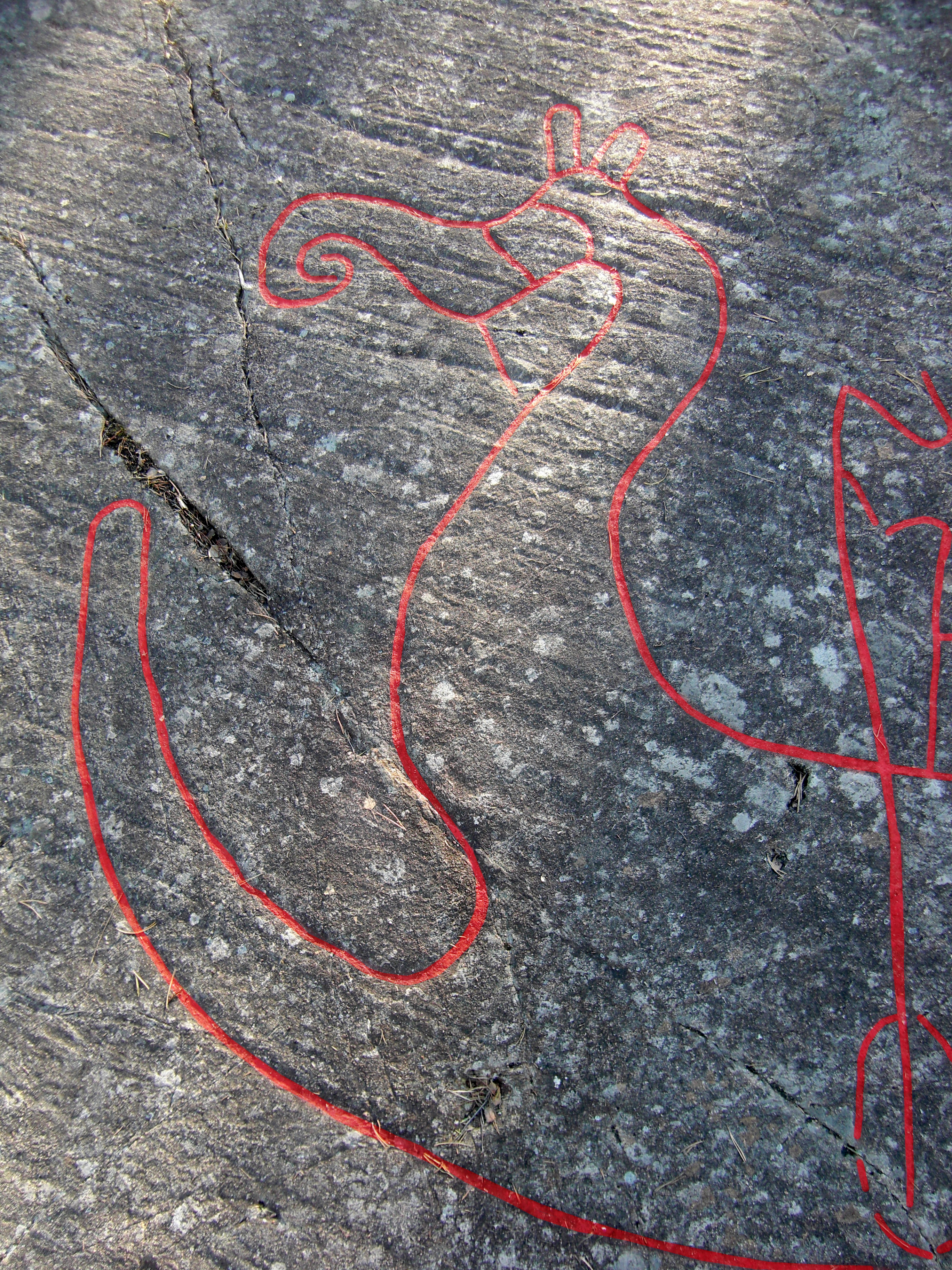
Нос лодки
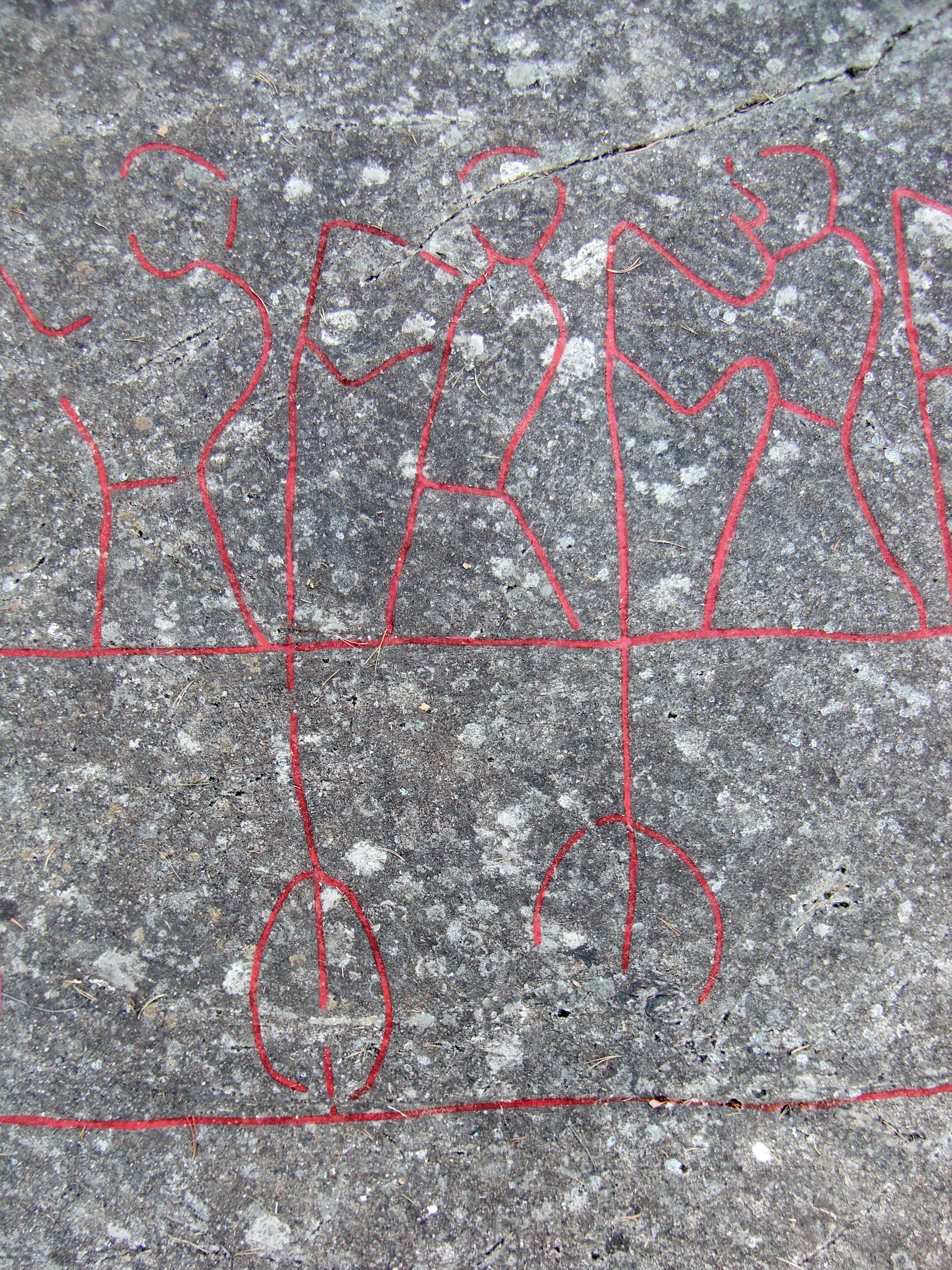
Гребцы
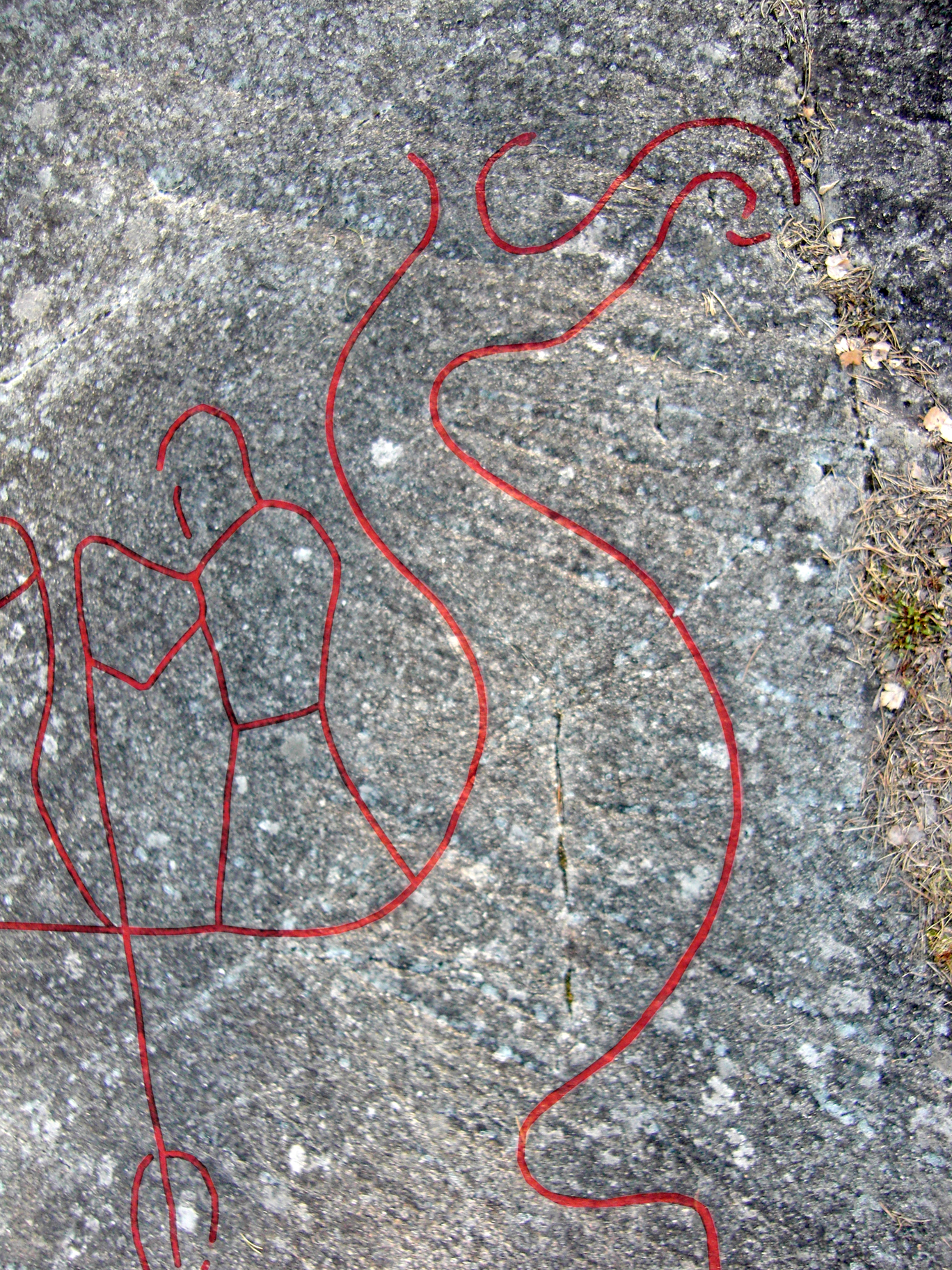
Корма лодки
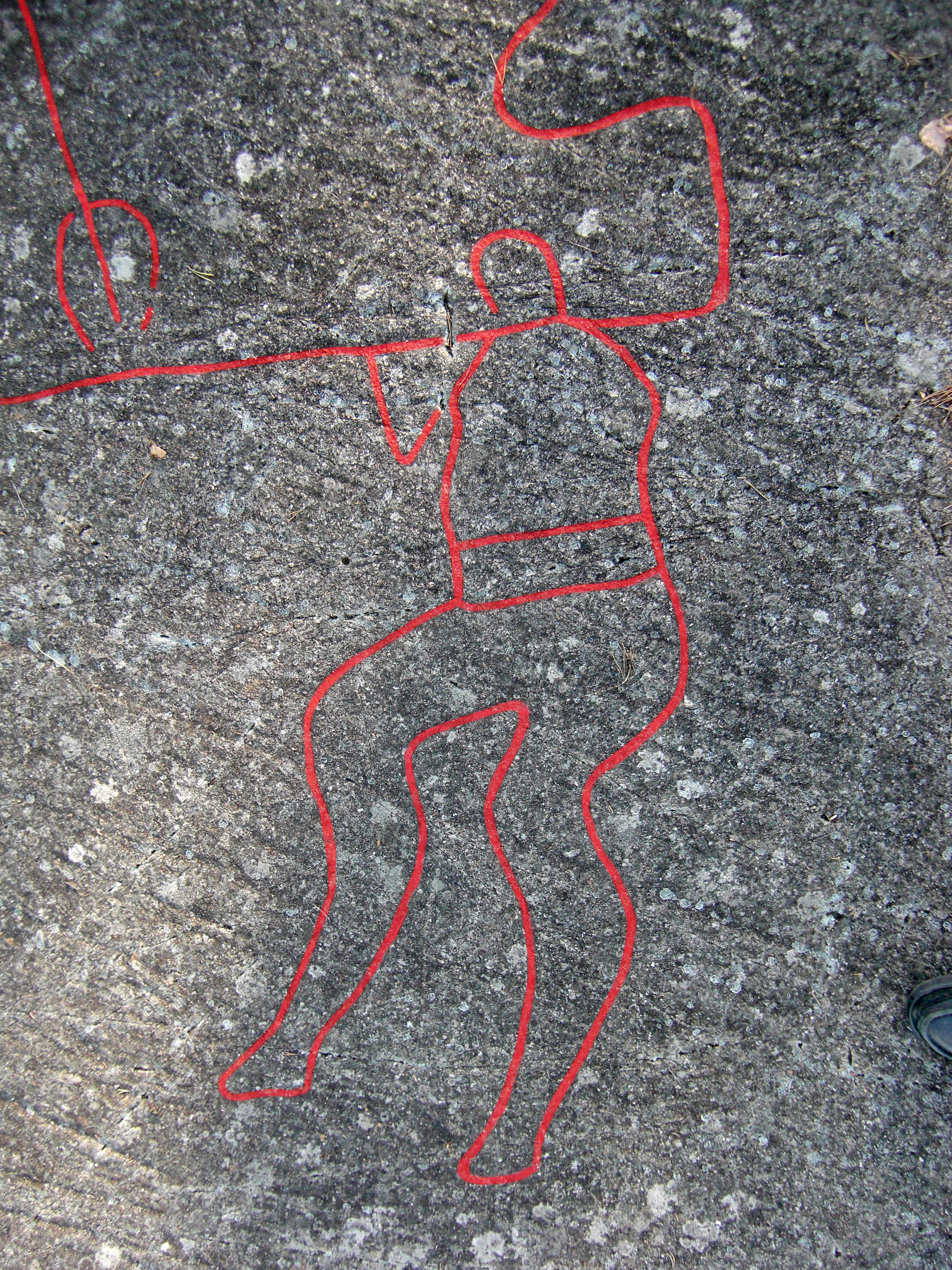
Фигура